# Krajinný ráz
Krajinný ráz je zejména přírodní, kulturní a historická charakteristika určitého místa či oblasti. Je chráněn před znehodnocením, tj. činností snižující jeho estetickou a přírodní hodnotu. Je definován rysy a znaky, které tvoří jeho jedinečnost a odlišnost, např. morfologií terénu, charakterem vodních toků a ploch, vegetačním krytem a osídlením. Krajinný ráz je souhrnem příznačných znaků, vlastností, jevů a hodnot určité krajiny vytvářejících její celkový charakter. Charakter krajiny vždy utváří dějinné souvislosti v přírodním rámci.

## Krajinné typy
Krajina vytváří každé území a podle uspořádání znaků, které ji vytváří, jejich vztahů a měřítka, lze rozlišit mnoho typů krajiny. Za základní typy můžeme považovat krajinu přírodní a krajinu kulturní. Přírodní krajinu utváří především znaky přírodní povahy, civilizační vliv zde není vůbec patrný nebo je výhradně podřízený přírodním podmínkám. Kulturní krajina je naopak vytvářena činností člověka.
Krajinný typ se od jiného liší svou geografickou polohou, přírodními podmínkami a přítomností specifických znaků lidské civilizace. Zatímco typy přírodní krajiny utváří konkrétní přírodní podmínky spjaté s danou částí zemského povrchu s charakteristickým reliéfem a souborem funkčně propojených ekosystémů, kulturní krajina je utvářena činností člověka odehrávající se v historickém kontextu, jenž je povětšinou datován k období kolonizace daného územního prostoru.
Krajina převážné části Evropy je po staletí utvářena člověkem a je tedy převážně krajinou kulturní. Podle převažujícího způsobu využití krajiny, uspořádání ploch a plošek, způsobu a struktury osídlení lze kulturní krajiny dělit na typy kulturní krajiny. Každý z těchto typů tvoří specifický ráz krajiny (charakter). Ráz krajiny patří k důležitým hodnotám spoluvytvářejícím identitu národa.

## Ochrana krajinného rázu
Ochrana krajinného rázu spočívá v ochraně pozitivních znaků určité charakteristiky a v eliminaci negativního projevu znaků, které jsou obecně vnímány jako nepřijatelné a rušivé. Za tímto účelem se provádí hodnocení, jehož cílem je:
- posouzení vlivu záměru nebo stavby na krajinný ráz (např. proces EIA)
- nebo vyhodnocení pozitivních znaků a hodnot krajinného rázu určitého území za účelem návrhu jejich ochrany.

Materiál hodnocení pak slouží orgánům státní správy na úseku ochrany přírody a krajiny k rozhodování.

## Zakotvení krajinného rázu a jeho ochrany v právních normách
Krajinný ráz po právní stránce je v současné době upraven zákonem o ochraně přírody a krajiny č. 114/1992 Sb.(§ 12), určité průniky obsahují i jiné právní normy, zejména zákon o státní památkové péči či stavební zákon. Není pravdou, že § 12 zákona č. 114/1992 pojem krajinný ráz definuje (pouze přibližuje jeho obsah a stanoví jeho ochranu). Věcný obsah tohoto pojmu je však odkázán na odborné disciplíny, jež však pohříchu neustále tendují jeho náplň vykládat z pozice právní normy. Historicky je však právní ochrana spjata se zřizováním národních parků a přírodních rezervací již v 19. století (např. v USA, ale i třeba rezervace u nás - Boubín aj.) k ochraně přírodní krajiny. Zároveň však od počátku 20. století jsou vydávány zákony k ochraně krajinného rázu v obcích, tedy v zastavěných územích. Na našem území tuto ochranu poskytovaly stavební řády (§ 34 st.ř. pro Prahu, resp. § 36 st.ř. pro království české) - k tomu článek Ráz obcí chráněn správním soudem v Kráse našeho domova 1912 (str. 16) s právní větou: Z příčin znešvaření okolí lze zakázati zastavování pozemkových parcel vůbec, a z týchž příčin i stavby vysokých budov. Právní pojem krajinný ráz výslovně používá např. zákon přídělový č. 20/1920 Sb (§ 18), ale třeba také zákon lesní č. 166/1960 Sb., zde i jinde souběžně s pojmy jako jsou přírodní krásy, estetický rámec krajiny; zatímco v oblasti stavebního práva v evropských právních předpisech - zejména v německy mluvících státech (Německo, Švýcarsko) - byly přijímány zákony proti znešvařování osad a krajinářsky vynikajících okrsků (Prusko 1907). Sledováním právního dění i teorií krajinného rázu se zabýval časopis Krása našeho domova.
Z mezinárodních současných dokumentů právní povahy je třeba poukázat na evropskou Úmluvu o krajině, ale třeba i na Úmluvu o ochraně architektonického dědictví Evropy, nebo i Úmluvu o ochraně světového a kulturního dědictví (UNESCO). Z nového znění českého překladu evropské Úmluvy o krajině, zveřejněného pod č. 12/2017 Sb.m.s. s účinností od 10. 2. 2017, je zřejmé, že právě tento dokument je zásadním podkladem pro ochranu krajiny a krajinného rázu. Zpřesnila se zejména její definice krajiny: "krajina" znamená část území, tak jak je vnímána lidmi, jejíž charakter je výsledkem činnosti a vzájemného působení přírodních a/nebo lidských faktorů. Pokud si smluvní strany nevyhradí něco jiného, se Úmluva vztahuje na celé území smluvních stran a pokrývá přírodní, venkovské, městské a příměstské oblasti. Zahrnuje pevninu, vnitrozemské vodní plochy a mořské oblasti. Týká se jak krajin, které mohou být považovány za pozoruhodné, tak krajin běžných a narušených.